# Competições de futebol da Região Nordeste do Brasil
Diversas competições de futebol já foram realizadas na região Nordeste do Brasil, dentre elas alguns torneios reunindo campeões estaduais da região ou clubes com destaque em seus estaduais ou regionalmente.[carece de fontes?]
O Troféu Nordeste, de 1923, foi a primeira competição deste cunho de que se tem notícia, reunindo campeões e vices da Bahia, Pernambuco e Paraíba, além dos principais clubes de Alagoas. A Copa Cidade de Natal, realizada entre 1946 e 1947, teve participação de representantes dos estados de Pernambuco, Ceará, Paraíba e do anfitrião Rio Grande do Norte. Em 1948, no Recife, foi realizado mais um torneio reunindo clubes campeões estaduais nordestinos (de 1947) e chamado Torneio dos Campeões do Nordeste. Em 1959 se iniciou o chamado Grupo Nordeste da Taça Brasil, com vários clubes da região. O campeão garantia a disputa de um outro torneio, a Zona Norte–Nordeste da Taça Brasil. Somente em 1966, ainda que com o genérico nome Copa dos Campeões do Norte, foi realizado mais um torneio envolvendo apenas campeões estaduais nordestinos que vinham realizando boas campanhas na Taça Brasil (o Campeonato Brasileiro da época) desde 1960, tendo contado com a participação de cinco clubes, dos estados da Bahia, de Pernambuco e do Ceará. Entre 1968 e 1970, foi disputada o Torneio Norte–Nordeste, envolvendo o campeão do  Torneio do Norte e do Torneio do Nordeste e em 1975 e 1976, foi realizado o Torneio José Américo de Almeida Filho.
Nos anos 1990, realizaram-se as primeiras edições da Copa do Nordeste. A primeira delas ocorreu em 1994. A segunda edição, já organizada pela CBF, só foi realizada em 1997, a partir de quando a competição ganhou impulso e passou a ser regular no calendário do futebol nordestino, até sua interrupção em 2003. Em 2010, foi realizada mais uma edição da Copa do Nordeste, porém retornando somente de forma definitiva em 2013.

## Competições
Relação dos torneios oficiais ou não que tem o status de “campeão nordestino de futebol”.
Para a inclusão de outros torneios entre clubes da região que não tenham o objetivo de ter o status de “campeão nordestino”, visite esta página.

### Troféu Nordeste
| Ano  | Campeão | Vice-campeão | Terceiro lugar | Quarto lugar |
| ---- | ------- | ------------ | -------------- | ------------ |
| 1923 | América | CSA          | Botafogo       | Sport        |

### Copa Cidade de Natal
| Ano  | Campeão   | Vice-campeão | Terceiro lugar | Quarto lugar |
| ---- | --------- | ------------ | -------------- | ------------ |
| 1946 | Fortaleza | América      | Treze          | América      |

### Torneio dos Campeões do Nordeste
| Ano  | Campeão | Vice-campeão | Terceiro lugar | Quarto lugar |
| ---- | ------- | ------------ | -------------- | ------------ |
| 1948 | Bahia   | Santa Cruz   | Treze          | Botafogo     |

### Grupo NordestedaZona Norte–NordestedaTaça Brasil[3]
| Ano   | Campeão   | Vice-campeão |
| ----- | --------- | ------------ |
| 1959  | Bahia     | Sport        |
| 1960  | Fortaleza | Bahia        |
| 1961  | Bahia     | Fortaleza    |
| 1962  | Sport     | Campinense   |
| 1963  | Bahia     | Sport        |
| 1964  | Ceará     | Náutico      |
| 1965  | Náutico   | Vitória      |
| 1966  | Náutico   | Vitória      |
| 1967  | Náutico   | América      |
| 1968¹ | Fortaleza | Bahia        |

1Em 1968 não houve disputa, pois o torneio foi disputado por grupos envolvendo equipes do Norte e do Nordeste.

### Copa dos Campeões do Norte
| Ano  | Campeão | Vice-campeão | Terceiro lugar | Quarto lugar |
| ---- | ------- | ------------ | -------------- | ------------ |
| 1966 | Náutico | Ceará        | Sport          | Fortaleza    |

### Grupo Nordeste doTorneio Norte–Nordeste[4]
| Ano  | Campeão   | Vice-campeão | Terceiro lugar | Quarto lugar   |
| ---- | --------- | ------------ | -------------- | -------------- |
| 1968 | Sport     | CSA          | Santa Cruz     | Calouros do Ar |
| 1969 | Ceará     | Galícia      | CSA            | Sport          |
| 1970 | Fortaleza | Sport        | Flamengo       | Galícia        |

### Grupo NordestedaZona Norte–NordestedoBrasileirão Série B;Brasileirão Série B "Nordestina"
| Ano   | Campeão        | Vice-campeão | Terceiro lugar         |
| ----- | -------------- | ------------ | ---------------------- |
| 1971¹ | Itabaiana      | Ferroviário  | Flamengo               |
| 1972² | Sampaio Corrêa | Campinense   | Atlético de Alagoinhas |

1Anexo ao Campeonato Brasileiro da Série B.
2Correspondente ao Campeonato Brasileiro da Série B, foi uma edição jogada apenas por nordestinos.

### Torneio José Américo de Almeida Filho
| Ano   | Campeão | Vice-campeão | Terceiro lugar | Quarto lugar |
| ----- | ------- | ------------ | -------------- | ------------ |
| 1975  | CRB     | Botafogo     | Treze          | ABC          |
| 1976¹ | Vitória | América      | ABC            | Botafogo     |

1O Vitória reivindica o reconhecimento pela CBF do Torneio José Américo de Almeida Filho de 1976 como Copa do Nordeste de Futebol.

### Copa do Nordeste
| Ano  | Campeão        | Vice-campeão | Terceiro lugar | Quarto lugar |
| ---- | -------------- | ------------ | -------------- | ------------ |
| 1994 | Sport          | CRB          | Bahia          | Cruzeiro     |
| 1997 | Vitória        | Bahia        | Sport          | Ceará        |
| 1998 | América        | Vitória      | Bahia          | Botafogo     |
| 1999 | Vitória        | Bahia        | Sport          | CSA          |
| 2000 | Sport          | Vitória      | Sergipe        | Poções       |
| 2001 | Bahia          | Sport        | Náutico        | Fortaleza    |
| 2002 | Bahia          | Vitória      | Náutico        | Santa Cruz   |
| 2003 | Vitória        | Fluminense   | ABC            | América      |
| 2010 | Vitória        | ABC          | CSA            | Treze        |
| 2013 | Campinense     | ASA          | Fortaleza      | Ceará        |
| 2014 | Sport          | Ceará        | América        | Santa Cruz   |
| 2015 | Ceará          | Bahia        | Vitória        | Sport        |
| 2016 | Santa Cruz     | Campinense   | Bahia          | Sport        |
| 2017 | Bahia          | Sport        | Santa Cruz     | Vitória      |
| 2018 | Sampaio Corrêa | Bahia        | ABC            | Ceará        |
| 2019 | Fortaleza      | Botafogo     | Náutico        | Santa Cruz   |
| 2020 | Ceará          | Bahia        | Fortaleza      | Confiança    |
| 2021 | Bahia          | Ceará        | Fortaleza      | Vitória      |
| 2022 | Fortaleza      | Sport        | Náutico        | CRB          |
| 2023 | Ceará          | Sport        | Fortaleza      | ABC          |
| 2024 | Fortaleza      | CRB          | Bahia          | Sport        |

## Títulos por equipe
Considera-se apenas os torneios acima, não constando títulos nacionais. A única exceção é a Série B nacional de 1972, vencida pelo Sampaio Corrêa, por isonomia quanto à conquista do Itabaiana em 1971. Isto, pois desconsiderar o título do time maranhense seria como o "punir" pela ausência de chaves com times de outras regiões.
| Clube            | Total | Títulos |
| ---------------- | ----- | --- |
| Bahia            | 8     | (1 Torneio Campeões do Nordeste, 3 Grupo Nordeste da Zona Norte-Nordeste do Brasileirão e 4 Copa do Nordeste)                                     |
| Fortaleza        | 7     | (2 Grupo Nordeste da Zona Norte-Nordeste do Brasileirão, 1 Grupo Nordeste do Torneio Norte-Nordeste, 1 Copa Cidade de Natal e 3 Copa do Nordeste) |
| Sport            | 5     | (1 Grupo Nordeste da Zona Norte-Nordeste do Brasileirão, 1 Grupo Nordeste do Torneio Norte-Nordeste e 3 Copa do Nordeste)                         |
| Vitória          | 5     | (1 Torneio José Américo de Almeida Filho e 4 Copa do Nordeste)                                                                                    |
| Ceará            | 5     | (1 Grupo Nordeste da Zona Norte-Nordeste do Brasileirão, 1 Grupo Nordeste do Torneio Norte-Nordeste e 3 Copa do Nordeste)                         |
| Náutico          | 4     | (3 Grupo Nordeste da Zona Norte-Nordeste do Brasileirão, 1 Copa dos Campeões do Norte)                                                            |
| Sampaio Corrêa   | 2     | (1 Brasileirão Série B "Nordestina" e 1 Copa do Nordeste)                                                                                         |
| Campinense       | 1     | (1 Copa do Nordeste) |
| América-PE       | 1     | (1 Troféu Nordeste) |
| Treze            | 1     | (1 Grupo Nordeste da Zona Norte-Nordeste do Brasileirão)                                                                                          |
| Itabaiana        | 1     | (1 Grupo Nordeste da Zona Norte-Nordeste do Brasileirão Série B)                                                                                  |
| CRB              | 1     | (1 Torneio José Américo de Almeida Filho) |
| América de Natal | 1     | (1 Copa do Nordeste) |
| Santa Cruz       | 1     | (1 Copa do Nordeste) |

## Títulos por federação
| Federação           | Total | Clubes Campeões                                          |
| ------------------- | ----- | -------------------------------------------------------- |
| Bahia               | 13    | Bahia (8) e Vitória (5)                                  |
| Ceará               | 12    | Fortaleza (7) e Ceará (5)                                |
| Pernambuco          | 11    | Sport (5), Náutico (4), América-PE (1), e Santa Cruz (1) |
| Paraíba             | 2     | Campinense (1) e Treze (1)                               |
| Maranhão            | 2     | Sampaio Corrêa (2)                                       |
| Sergipe             | 1     | Itabaiana (1)                                            |
| Alagoas             | 1     | CRB (1)                                                  |
| Rio Grande do Norte | 1     | América de Natal (1)                                     |